# Radisson Blu Hotel Tallinn
Das Radisson Blu Hotel Tallinn  ist ein 104 Meter hohes Hotel in der estnischen Hauptstadt Tallinn. Das Gebäude war seit 2001, von den Kirchtürmen abgesehen, das höchste der Stadt, bis es 2007 vom Swissôtel-Gebäude mit seinen 117 m übertroffen wurde.

## Lage
Das Hotel befindet sich 900 m vom Rathausplatz (Raekoja plats), ca. 1 km vom Passagierhafen und etwa 4 km vom Tallinner Flughafen entfernt. Es verfügt über 280 Zimmer.

## Geschichte
Das Gebäude wurde von 1999 bis 2001 von finnischen und estnischen Firmen gebaut. Die feierliche Eröffnung des Hotels unter dem Namen Radisson SAS fand am 1. Februar 2001 statt. 2010 wurde das Hotel als Teil der Radisson-Blu-Kette in Radisson Blu Hotel, Tallinn umbenannt.
Das Projekt wurde von den estnischen Architekten Vilen Künnapu, Ain Padrik und ihren finnischen Kollegen unter Leitung von Kari Mökkälä.
Zu den prominenten Übernachtungsgästen gehörten Bill Clinton, Jiang Zemin, Jacques Chirac, George W. Bush, Anders Fogh Rasmussen, Hillary Clinton, Alice Cooper, David Beckham.